# Acrotona convergens
Acrotona convergens – gatunek chrząszcza z rodziny kusakowatych i podrodziny rydzenic.

## Taksonomia
Gatunek ten opisany został po raz pierwszy w 1958 roku przez Andreasa Stranda pod nazwą Atheta convergens.

## Morfologia
Chrząszcz o wydłużonym ciele długości od 2 do 2,7 mm, z wierzchu, wskutek gęstego punktowania, tylko lekko połyskującym. Ciemnobrązowa głowa ma oczy tak długie jak skronie. Owłosienie na głowie kieruje się do przodu i dowewnętrznie. Czułki są ciemnobrązowe z rozjaśnionymi nasadami i mają człon drugi tak długi jak trzeci, człon przedostatni co najwyżej bardzo słabo poprzeczny, a człon ostatni krótszy niż dwukrotność jego szerokości. Przedplecze jest węższe, słabiej po bokach zaokrąglone i nieco słabiej ku przodowi zwężone niż u A. sylvicola; barwę ma ciemnorudobrązową. U samca dysk przedplecza jest równomiernie wysklepiony. Owłosienie przedplecza na linii środkowej kieruje się prosto ku tyłowi, a po bokach od niej ukośnie ku tyłowi, bardziej dozewnętrznie niż u podobnej A. pygmaea. Pokrywy mierzone w barkach są tak szerokie jak przedplecze, a mierzone wzdłuż szwu dłuższe od niego. Ubarwienie mają rudobrązowe do ciemnobrązowego. W widoku bocznym niedostrzegalne są boczne części przedpiersia. Na śródpiersiu brak jest podłużnego kila. Odnóża środkowej pary charakteryzują się krótkimi, słabo widocznymi szczecinkami bocznymi goleni. Tylna para odnóży ma stopy o członie pierwszym dłuższym niż drugi, ale krótszym niż u A. pygmaea. Ciemnobrązowy z jaśniejszym wierzchołkiem odwłok zwęża się ku tyłowi. Szósty jego segment tergit dłuższy niż u podobnej A. obfuscata i o wyraźnie zbieżnych ku tyłowi krawędziach bocznych, a sternit na tylnym brzegu zaokrąglony.

## Ekologia i występowanie
Owad nizinny, znajdowany m.in. w borach świeżych.
Gatunek palearktyczny, europejski, znany z Niemiec, Austrii, Danii, Szwecji, Norwegii, Finlandii, Polski oraz północnoeuropejskiej części Rosji (z Karelii).